# NGC 1724
NGC 1724 (другое обозначение — OCL 405) — рассеянное скопление в созвездии Возничего.
Этот объект входит в число перечисленных в оригинальной редакции «Нового общего каталога».
В первом описании Георга Рюмкера (немецкого астронома, открывшего NGC 1724) говорится, что объект выглядит как несколько звёзд, смешанных с туманностью, однако туманности в той области неба нет. Возможно, более слабые звёзды в той же области неба Рюмкер в своём маленьком рефракторе мог принять за туманность.